# La Angostura de los Altos
La Angostura de los Altos är en ort i Mexiko.   Den ligger i kommunen Atotonilco el Alto och delstaten Jalisco, i den centrala delen av landet, 400 km väster om huvudstaden Mexico City. La Angostura de los Altos ligger 1 861 meter över havet och antalet invånare är 284.
Terrängen runt La Angostura de los Altos är huvudsakligen kuperad, men åt nordost är den platt. Runt La Angostura de los Altos är det ganska tätbefolkat, med 90 invånare per kvadratkilometer. Närmaste större samhälle är Atotonilco el Alto, 7,8 km väster om La Angostura de los Altos. I omgivningarna runt La Angostura de los Altos växer huvudsakligen savannskog.